# Dargen
Dargen ist eine Gemeinde in der Nähe von Usedom auf der gleichnamigen Insel direkt am Ufer des Stettiner Haffs gelegen. Die Gemeinde wird vom Amt Usedom-Süd mit Sitz in der Stadt Usedom verwaltet. Bis 2005 gehörte die Gemeinde zum Amt Ahlbeck-Stettiner Haff.

## Geografie
Dargen liegt am Nordufer des Stettiner Haffes mitten im Naturpark Insel Usedom. Etwa elf Kilometer westlich der Gemeinde liegt die Stadt Usedom und etwa zehn Kilometer nördlich das Seebad Ahlbeck.

## Gemeindestruktur
| Ortsteile - Bossin - Dargen - Görke | - Kachlin - Katschow - Neverow - Prätenow | Wüstungen und Wohnplätze - Buddelberg (Wohnplatz) - Eschengrund (Wohnplatz) - Garlitz (Wohnplatz) | - Lutebog (Wüstung) - Poretse (Wüstung) |

## Geschichte
Die Gemeinde gehört seit dem Jahr 1990 zum Land Mecklenburg-Vorpommern. Seit dem Jahr 1994 gehörte sie zum Landkreis Ostvorpommern, der 2011 im Landkreis Vorpommern-Greifswald aufging.

### Bossin
Die urkundliche Ersterwähnung Bossins erfolgte 1256 als „Bvssino“ (PUB II Nr. 631). In der Urkunde bezeugt Herzog Barnim I. den Tausch des Klosters Grobe von dem Dorf Bossin im Land Usedom mit Gut Crakow im Land Gützkow. Eine ältere Urkunde von 1239 (PUB I Nr. 367) erwies sich später als unecht. Eine frühere Nennung des Ortes stammt aus dem Jahr 1111 als „Bussyno“ und „Bussyn“ in den Matrikeln oder Annalen des Klosters von Grobe/Pudagla. Die Jahreszahl 1111 ist bislang nicht plausibel, die Matrikel des Klosters sind erst in der Amtszeit von Abt Heinrich IV. (1394 bis 1434) entstanden, werden aber nach dem Original im Landesarchiv Greifswald für den Zeitraum 1111 bis 1440 angegeben. Damit und mit zwei weiteren Rezensionen nach Niemeyers Aufzeichnung ist die Jahresangabe an sich wohl richtig, aber die Bedeutung bleibt unklar, da bisher keine Textübersetzungen der besagten Stelle bekannt sind. Der Name wird auf einen Personennamen zurückgeführt.
Bossin ist ein kleines Haufendorf am Haff und von der Funktion her ein Bauerndorf. Um 1900 stand dort eine Bockwindmühle, die nach 1920 verschwand. Das Dorf hat noch heute die gleiche Form und Ausdehnung.
Am 1. Juli 1950 wurde Bossin eingemeindet.

### Dargen
Die Gegend von Dargen wurde schon früh besiedelt, davon zeugen viele früh- und urzeitgeschichtliche Fundorte.
Die urkundliche Erstnennung erfolgte als „Dargen“ erst 1617. Der slawische Namen wird als „im Tal liegend“ oder als „Markt“ gedeutet.
Eine frühere Nennung des Ortes stammt aus dem Jahr 1111 als „Darghen“ in den Matrikeln oder Annalen des Klosters von Grobe/Pudagla. Die Jahreszahl 1111 ist bislang nicht plausibel, die Matrikel des Klosters sind erst in der Amtszeit von Abt Heinrich IV. (1394 bis 1434) entstanden, werden aber nach dem Original im Landesarchiv Greifswald für den Zeitraum 1111 bis 1440 angegeben. Damit und mit zwei weiteren Rezensionen nach Niemeyers Aufzeichnung ist die Jahresangabe an sich wohl richtig, aber die Bedeutung bleibt unklar, da bisher keine Textübersetzungen der besagten Stelle bekannt sind.
Zusammen mit dem benachbarten Stolpe gehörte die Feldmark von Dargen bereits im 14. Jahrhundert zum Grundbesitz der Herren von Winterfeld.
Seit 1876 wurde Dargen von der Bahnstrecke Ducherow–Swinemünde berührt. Hier entstand ein Bahnhof mit drei Bahnsteigen, einer Ladestraße und einem Feldbahnanschluss. Heute ist außer einem privat bewohnten Stellwerksturm kaum etwas erhalten.
Wirtschaftlich wichtig war das Gut Buddelberg Dargen, das nach dem Krieg und der Bodenreform Phase zu einem LPG-Objekt wurde.
Nach dem Westfälischen Frieden im Jahr 1648 gehörte Dargen zu Schwedisch-Pommern und wurde 1720 nach dem Frieden von Stockholm preußisch. Nach der Verwaltungsreform 1815 kam Dargen zur preußischen Provinz Pommern und gehörte von 1818 bis 1945 zum Landkreis Usedom-Wollin. Von 1945 bis 1952 bildete der nach dem Zweiten Weltkrieg bei Deutschland verbliebene Teil des Landkreises den Landkreis Usedom, welcher 1952 im Kreis Wolgast im Bezirk Rostock aufging.

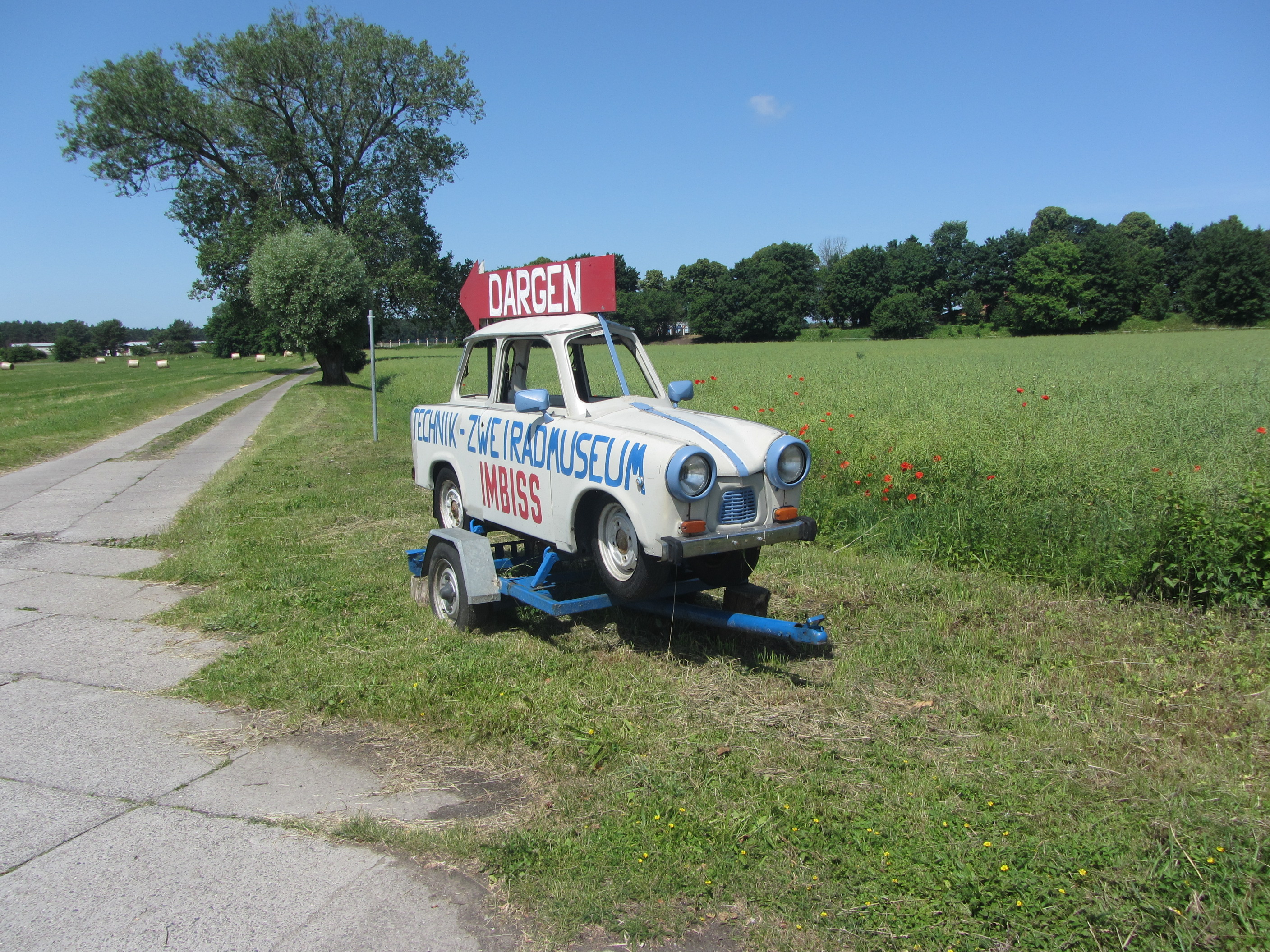
Werbung für das Zweiradmuseum Dargen

Auf dem Bahnhofsareal entstand zu DDR-Zeiten ein bekanntes Zweiradmuseum, das nach 1990 erweitert wurde. Es entstanden einige touristische Einrichtungen, die von der landschaftlichen Lage am nahe gelegenen Haff, als auch vom Wisentgehege Prätenow und dem Schloss Stolpe profitieren.

### Görke
Görke wurde 1239 als „Gureke“ erstmals urkundlich genannt. Der slawische Name wird mit „kleiner Berg“ gedeutet.
Görke war von der Struktur her ein Straßenangerdorf und von der Funktion her ein Bauerndorf. Es hatte einen nordöstlich gelegenen Siedlungshof (Abbau) und in Richtung Kachlin eine Dorfschule. Später entwickelte sich der Ort mehr zu einem Straßendorf an der B 110 mit einer Gaststätte. Parallel zur B 110 verlief die Bahnstrecke Ducherow–Swinemünde, die hier mit dem Bahndamm sehr gut zu sehen ist. Außer der Landwirtschaft und ein paar Kiesgruben hatte der Ort keine wirtschaftliche Bedeutung.
Am 1. Juli 1950 wurde Görke eingemeindet.

### Kachlin
Kachlin wurde 1238 als Gaghelyn erstmals urkundlich erwähnt. Die Schreibung wechselt von „G“ um 1300 zu „C“ und dann um 1700 zu „K“. Der Ursprungsname wird als westslawische Bezeichnung für „Gans“ oder „Ente“ gedeutet.
In kurzer Entfernung vom Dorf befindet sich ein frühdeutscher Turmhügel (ab 1230). Er ist überpflügt, aber durch Bodenbeschaffenheit und Keramik- sowie Backsteinfunde archäologisch nachgewiesen.
Kachlin ist ein Gutsdorf mit dem Dominalgut als Kern und der Landarbeiterkatenzeile entlang der Straße. Das Gut war im Besitz des Klosters Pudagla, vorher wohl Grobe und wurde durch die Säkularisation nach 1534 dem Herzogsbesitz zugeordnet und damit zum Dominal.
Das Gut ist heute noch, trotz teilweiser Überbauung nach dem Krieg, gut erkennbar. Die Wirtschaftsgebäude sind eine Kombination aus Feld- und Backsteinen. Das Dorf liegt dicht an der B 110. Teilweise hat sich das Dorf heute dem Tourismus verschrieben.

### Katschow
Katschow wurde 1238 erstmals als „Catzegow“ urkundlich erwähnt. Erst 1699 wurde die heutige Schreibung verwendet. Der slawische Name wird als „Entenort“ wegen der Wildenten auf den nahe gelegenen Kachlinschen See und dem Thurbruch gedeutet.
Katschow ist ein kleines Straßenangerdorf mit kleinen Bauernhöfen. Es hatte lediglich eine Bockwindmühle. Erst nach 1960 entwickelte sich ein größerer LPG-Komplex, der nach 1990 teilweise aufgegeben, aber teilweise auch nachgenutzt und modernisiert wurde.
Am 1. Juli 1950 wurde Katschow eingemeindet.

### Neverow
Neverow wurde urkundlich erstmals 1270 als „Nieuerowe“ erwähnt. Darin (PUB II Nr. 910) tauscht das Domkapitel Cammin mit dem Kloster Grobe einige Ländereien und Abgaben, darunter auch Neverow. Frühere Urkunden aus 1238 (PUB I Nr. 357) und 1239 (PUB I Nr. 367), in denen Neverow für das Kloster Grobe vorkam, gelten später als unecht – die Klöster waren nicht zimperlich im Fälschen, denn sie hatten ja schreibkundige Mönche, die das bewerkstelligen konnten und Besitz war immer schon wichtig. Der slawische  Name wird als „Misstrauen“ und „Treulosigkeit“ gedeutet.
Das Dorf lag unweit des Achterwassers und war ein Straßendorf von der Form her.
Neverow bestand 1835 aus 3 und 1880 aus 5 Bauerngehöften, von letzteren hatte das östlichste eine Bockwindmühle. Die Höfe waren Drei- oder Vierseithöfe, also geschlossene Objekte, denn bei den dreiseitigen war die vierte Seite durch Mauer und Tor geschlossen.
1920 war die Struktur unverändert, nur die Windmühle war verschwunden. Nach 1945 kamen nur zwei Höfe und am Wasser eine kleine Ferienanlage (Bungalows) hinzu.
Am 1. Juli 1950 wurde Neverow eingemeindet.

### Prätenow
Prätenow wurde erst 1535 als Pretmow genannt. Die Schreibweise wechselt noch oft, bis 1818 erstmals die aktuelle Schreibweise verwendet wurde. Die Namensherkunft ist nicht gedeutet. Die Wüstung Poretse wurde als Vorläufer dieser Ortschaft vermutet.
Von 1835 (laut PUM) bis 1920 (laut MTB) blieb Prätenow ein Bauerndorf, eine Streusiedlung mit ca. 8 bis 10 Bauernhöfen. Erst mit dem Bau der Bahnstrecke Ducherow-Swinemünde hatte der Ort ein Bahnwärterhaus, aber keinen Haltepunkt. Die Prätenower mussten den Bahnhof Dargen nutzen. Am Bahnübergang aber stand auch eine Bockwindmühle, die bis 1920 verschwand. Nach 1945 entstand an der Straße nach Dargen ein neuer kleiner zu Prätenow gehörender Wohnplatz und später weiter nördlich ein Agrarkomplex.
2004 wurde nach langen Vorbereitungen und Behördengenehmigungen die ersten Wisente aus der Zuchtstation Misdroy auf Wollin in dem 1,1 km nördlich von Prätenow erbauten Gehege angesiedelt. Dies entwickelte sich zu einer Touristenattraktion, da sich auch die Wisente seit der Gründung prächtig entwickelten.
Am 1. Juli 1950 wurde Prätenow eingemeindet.

### Wohnplätze und Wüstungen
Buddelberg (Wohnplatz)
Buddelberg wurde mit diesem Namen 1906 im Ortsverzeichnis genannt. Der Name stammt als Flurname wohl von dem nahe gelegenen Berg. Es ist ein Wohnplatz etwas abgesetzt vom Ort Dargen, südlich von diesem. Der Wohnplatz besteht noch heute, ist aber nach Dargen integriert. 1835 wurde der Ort als Vorwerk in das Preußische Urmesstischblatt eingetragen, ab 1880 wurde es als Gut geführt. Um 1900 wurde eine Holländerwindmühle verzeichnet, die aber wohl nach 1920 verschwand. Die Struktur des Gutes hat sich bis heute erhalten, es scheint modernisiert zu sein. Der Wohnplatz hat sich vergrößert, es entstand eine Gaststätte und ein Ferienhof. Vom namensgebenden Berg hat man eine gute Sicht auf das Haff.
Eschengrund (Wohnplatz)
Eschengrund wurde ebenfalls mit dem Namen 1906 im Ortsverzeichnis genannt. Die Lage wurde nicht beschrieben und ist nicht in den Karten mit dem Namen verzeichnet, deshalb ist nur zu vermuten, dass es der Abbau nahe am Haff ist. Es liegt südöstlich von Dargen und hat einen kleinen Hafen. Dort befinden sich einige Freizeitgebäude.
Garlitz (Wohnplatz)
Garlitz wurde 1992 erstmals in der Topografischen Karte aufgezeichnet. Es wird als Mündung eines Flusses gedeutet. Dieser Wohnplatz besteht aus einem Gehöft, das noch heute vorhanden ist. Garlitz liegt genau südlich von Dargen am Haff.
Lutebog (Wüstung)
Lutebog soll erstmals 1239 als „Lutebuch“, dann 1247 als „Lutebugh“ genannt worden sein. Beide Urkunden (PUB I 1868 Nr. 365 und 453) gelten inzwischen als unecht, sie wurden zu Gunsten des Klosters Pudagla gefälscht. Die erste richtige urkundliche Nennung erfolgte 1265 als „Luthebug“ (PUB 1881 Nr. 770). Der slawische Name wird als „grimmiger Gott“ gedeutet. Der Ort soll am Kachliner See nahe dem Dorf Kachlin gelegen haben. Die letzte Nennung erfolgte 1779, dann soll der Ort in einer Feuersbrunst vernichtet worden sein.
Poretse (Wüstung)
Poretse wurde erstmals 1254 als „Poretse“ urkundlich genannt. Der slawische Name wird als „Flussgegend“ gedeutet. In dieser Urkunde wurde der Tausch des Klosters Grobe mit dem Ritter Tammo vom Dorf Schlatkow (Provinz Gützkow) gegen einige Dörfer auf Usedom, darunter Poretse, durch die Herzöge Barnim I. und Wartislaw III. bestätigt. Der Ort wurde nur bis 1267 genannt und war dann wohl wüst. Es wurde vermutet, dass der Ort unweit von Prätenow lag, einige Autoren, wie Zietlow 1859, machten es zum Vorläufer von Prätenow.

## Politik

### Wappen, Flagge, Dienstsiegel
Die Gemeinde verfügt über kein amtlich genehmigtes Hoheitszeichen, weder Wappen noch Flagge. Als Dienstsiegel wird das kleine Landessiegel mit dem Wappenbild des Landesteils Vorpommern geführt. Es zeigt einen aufgerichteten Greifen mit aufgeworfenem Schweif und der Umschrift „GEMEINDE DARGEN * LANDKREIS VORPOMMERN-GREIFSWALD“.

## Wirtschaft und Infrastruktur

### Verkehrsanbindung
Von 1876 bis zum Streckenabbau 1945 hatte der Ort Dargen einen eigenen Bahnhof an der Bahnstrecke Ducherow–Heringsdorf–Wolgaster Fähre. Im Zweiten Weltkrieg diente der Hafen an der Haffküste als Umschlagplatz für Munition.
Das Gebiet der Gemeinde wird von der Bundesstraße 110 durchquert, an der der Ortsteil Görke liegt. Die Gemeinde besitzt einen Hafen am Haff.

## Sehenswürdigkeiten
- DDR-Museum Dargen / Usedom (vorher: Technik- und Zweiradmuseum)[5]
- Wisentpark Insel Usedom[6]
- Windschöpfwerk Kachlin im Thurbruch
- Turmhügel Kachlin
- Steinofen Dargen
- Hafen Dargen am Stettiner Haff

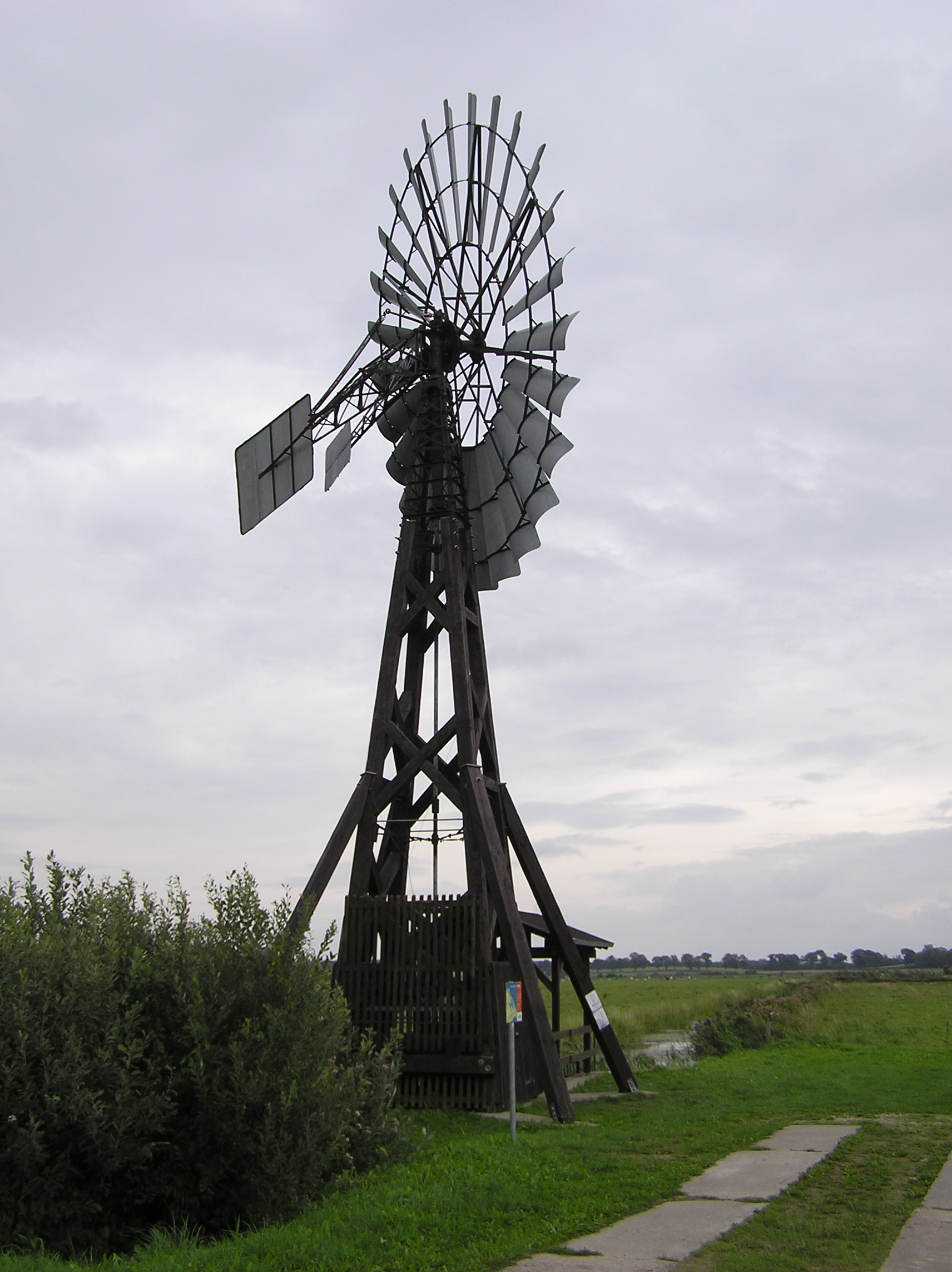
Windkraftschöpfwerk im Thurbruch bei Kachlin
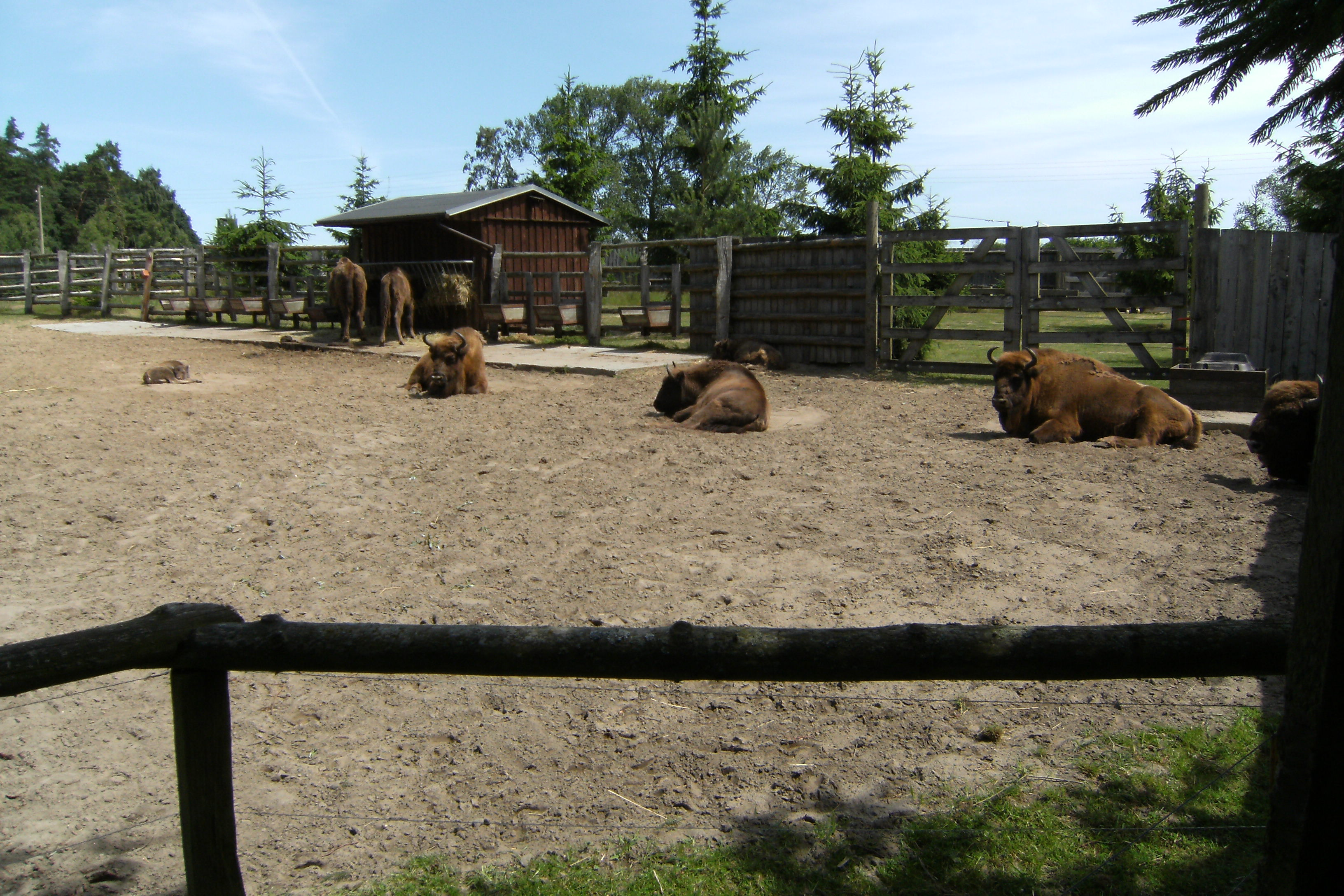
Wisentgehege Prätenow